# La Ciénaga de Guanamé
La Ciénaga de Guanamé är en ort i Mexiko.   Den ligger i kommunen Venado och delstaten San Luis Potosí, i den centrala delen av landet, 400 km nordväst om huvudstaden Mexico City. La Ciénaga de Guanamé ligger 1 972 meter över havet och antalet invånare är 122.
Terrängen runt La Ciénaga de Guanamé är platt åt sydost, men åt nordväst är den kuperad. Runt La Ciénaga de Guanamé är det glesbefolkat, med 10 invånare per kvadratkilometer. Närmaste större samhälle är Polocote de Arriba, 4,0 km öster om La Ciénaga de Guanamé. Omgivningarna runt La Ciénaga de Guanamé är i huvudsak ett öppet busklandskap.